# Didactylia picta
Didactylia picta är en skalbaggsart som beskrevs av Müller 1942. Didactylia picta ingår i släktet Didactylia och familjen Aphodiidae. Inga underarter finns listade i Catalogue of Life.